# ( )
 Denne artikel omhandler en plade af Sigur Rós. Opslagsordet har også en anden betydning, se Parentes.
( ) er den 3. plade fra den islandske post-rock gruppe Sigur Rós. Pladen udkom i 2002 på FatCat og indeholder 8 "untitled" numre. Sætter man i stedet cd'en i sin computer og åbner iTunes vil der fremkomme titler på sangene, ellers hedder numrene bare Untitled #1, Untitled #2, etc. De ellers officielt unavngivne numre har fået disse arbejdstitler af bandet selv.

## Spor
1. Untitled #1 ("Vaka") – 6:38 ["Vaka" er navnet på Orris datter]
2. Untitled #2 ("Fyrsta") – 7:33 ["Fyrsta" betyder "Den første" or the "Den første sang"]
3. Untitled #3 ("Samskeyti") – 6:33 ["Samskeyti" betyder "Tilknytning"]
4. Untitled #4 ("Njósnavélin") – 7:33 ["Njósnavélin" betyder "Spionmaskinen" men er kendt som "Intethedssangen"]
5. Untitled #5 ("Álafoss") – 9:57 ["Álafoss" er navnet på stedet hvor bandets studie ligger]
6. Untitled #6 ("E-Bow") – 8:48 [Georg spiller med en e-bow på sin bas i sangen]
7. Untitled #7 ("Dauðalagið") – 13:00 ["Dauðalagið" betyder "Dødssangen"]
8. Untitled #8 ("Popplagið") – 11:44 ["Popplagið" betyder "Popsangen"]